# يوميات عباس
يوميات عباس المسلسل الإذاعي يعرض خلال شهر رمضان المبارك، تقدم إذاعة mbc fm وهو عمل كوميدي مكون من 30حلقة مدة الحلقة 10دقائق وكل حلقة تتناول موضوعاً اجتماعياً معيناً، الذي يقوم ببطولته الفنان يوسف الجراح بدور عباس ويشارك فيه الفنان سعد المدهش ومحمد الغايب وفهد الركف وخالد البسيط وهو من إنتاج شبكة الإعلان الدولية ومن إخراج بسام سويلم.
عرض على مستمعي الراديو في شهر رمضان حيث قدم من الجزء الأول في عام 2004 إلى الجزء العاشر في عام 2013 .

## وصلات خارجية
- السينما قاعدة بيانات الأفلام العربية